# Каролтон (Илиноис)
Каролтон (енгл. Carrollton) град је у америчкој савезној држави Илиноис. По попису становништва из 2010. у њему је живело 2.484 становника.

## Демографија
Према попису становништва из 2010. у граду је живело 2.484 становника, што је 121 (4,6%) становника мање него 2000. године.
| Група             | 2000.         | 2010.         |
| Белци             | 2.572 (98,7%) | 2.437 (98,1%) |
| Афроамериканци    | 1 (0,0%)      | 0 (0,0%)      |
| Азијати           | 8 (0,3%)      | 2 (0,1%)      |
| Хиспаноамериканци | 13 (0,5%)     | 32 (1,3%)     |
| Укупно            | 2.605         | 2.484         |